# Тишенков, Владимир Дмитриевич
Влади́мир Дми́триевич Тишенко́в (5 апреля 1960, Красная Поляна, Химкинский район, Московская область — 24 октября 2009, Москва) — российский актёр, певец, телеведущий и шоумен. Был известен под псевдонимами «Шкет», «Вовчик» и «Чёрный хоббит». Рост Владимира составлял 118 см, ввиду того, что у него имелась врождённая аномалия скелета — ахондроплазия.

## Биография
Родился в поселке Красная Поляна (ныне — микрорайон города Лобня) в Московской области 5 апреля 1960 года.
Получил среднее образование в Дмитровском детском доме интернате для детей с физическими недостатками.
Окончил техникум лёгкой промышленности с квалификацией «техник-технолог кожевенно-обувного производства». После окончания техникума он устроился на завод по производству мячей, три месяца числился в учениках, затем, в течение 1981—1986 годов стал самостоятельно шить футбольные и волейбольные мячи. Работал на втором часовом заводе «Слава».
С 1992 по 1994 год — участник музыкальной группы «Коррозия Металла», где выступал под псевдонимом Чёрный хоббит.
С 1994 года стал популярным ведущим шоу-программ в столичных ночных клубах.
В 1997—1998 годах был помощником у Леонида Ярмольника в телешоу «Золотая лихорадка».
Был соведущим телепрограммы «Секс с Анфисой Чеховой».
С октября 2007 года на НТВ вёл программу «Ты не поверишь!». С момента появления программы Владимиру дали псевдоним Шкет. Летом 2009 года проводил шоу-программы в г. Анапа в парке «Паралия» пос. Витязево.

## Смерть
Скончался в возрасте 49-ти лет 24 октября 2009 года от остановки сердца, вызванной отравлением алкоголем.
Похоронен в родном посёлке Икша, Дмитровского района Московской области 27 октября 2009 года.

## Фильмография
- 1988 — Убить дракона — эпизод
- 1997 — Корабль двойников — карлик
- 2000 — Тайны дворцовых переворотов. Россия, век XVIII-ый. Фильм 2. Завещание императрицы — первый карлик
- 2004 — Виола Тараканова. В мире преступных страстей-1. Фильм 2. Три мешка хитростей — человек на роликах
- 2004 — Виола Тараканова. В мире преступных страстей-1. Фильм 3. Чудовище без красавицы — человек на роликах
- 2004 — По ту сторону волков-2 — карлик
- 2004 — Солдаты-2 — эпизод
- 2005 — Сыщики-4. Фильм 3. Ледяное пламя — Иван Градов, начальник охраны банка
- 2007 — Экстренный вызов. Фильм 3. Пропавший пациент
- 2008 — Ухня
- 2008 — Час Волкова 2. Серия 9. Карлик — Виктор Романенко
- 2008 — Тайны дворцовых переворотов. Россия, век XVIII-ый. Фильм 7. Виват, Анна! — Ульрих, карлик
- 2009 — Город соблазнов — Калькулятор
- 2009 — Москва, я люблю тебя! (новелла «Барада (неприятная ситуация)»)